# Strada Domnească din Galați

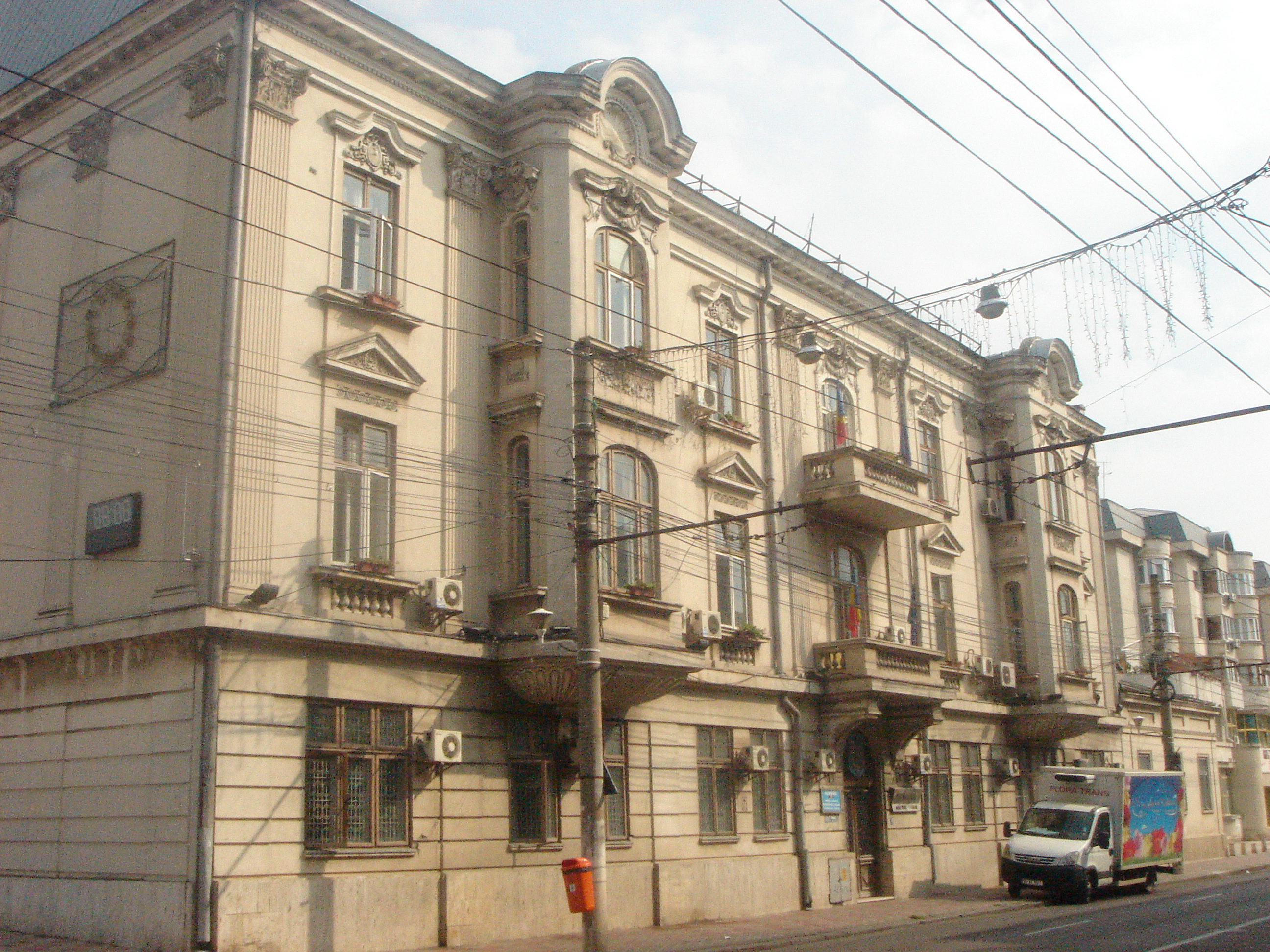
Primăria (mai demult Grand Hotel)

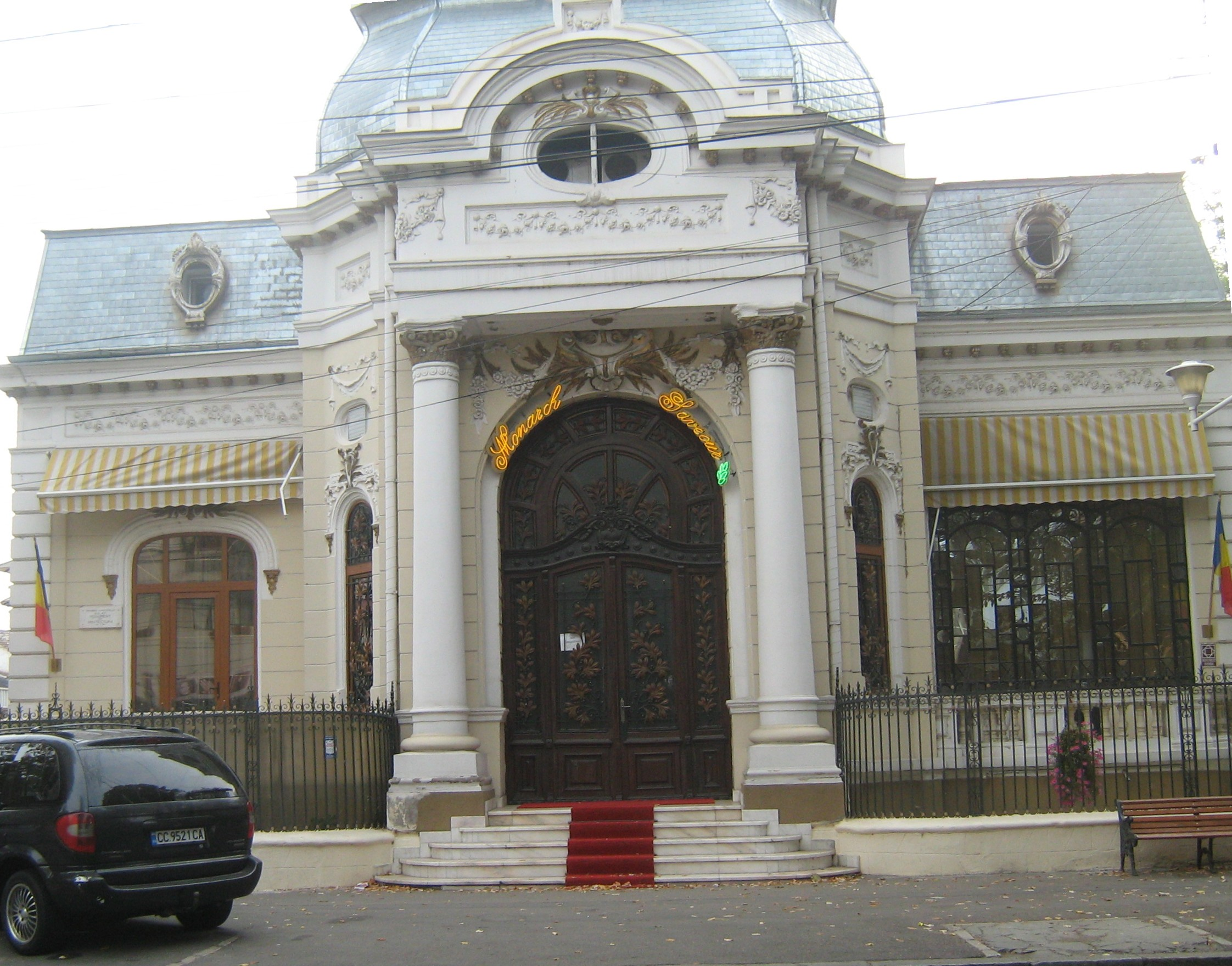
Fostul consulat italian

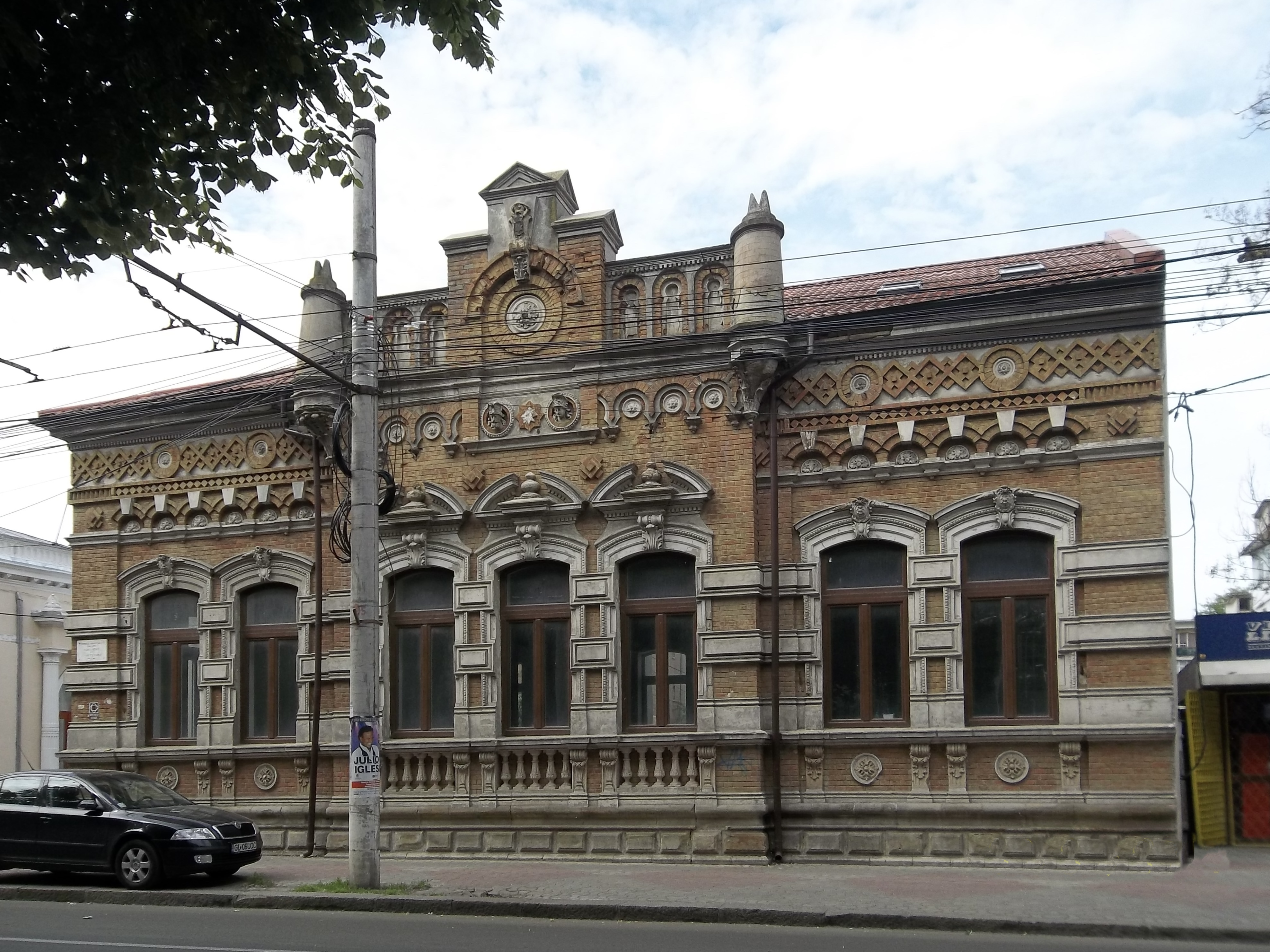
Casă particulară

Strada Domnească (în perioada comunistă strada Republicii) este una dintre principalele artere ale orașului Galați. Cele mai vechi clădiri datează din secolul al XIX-lea și au fost construite în stil neoclasic și secession: Biserica romano-catolică din Galați, Institutul „Notre Dame de Sion” etc.
În prima jumătate a secolului al XX-lea au fost construite pe această stradă alte clădiri reprezentative pentru oraș, dar și pentru portofoliul arhitecților creatori ai stilului neoromânesc.
Palatul administrativ, în prezent sediul prefecturii județului Galați, a fost proiectat de arhitectul Ion Mincu și s-a construit sub directa lui îndrumare.
Palatul Justiției, în prezent sediul rectoratului Universității „Dunărea de Jos”, a fost proiectat de arhitecții Grigore Cerchez și Anton Varnav.
Împreună cu Ștefan Burcus, Petre Antonescu a proiectat Catedrala Ortodoxă din Galați.
Potrivit Direcției Județene de Cultură Galați, „lungimea Străzii Domnești de la Piața Regală la Parcul Carol este de 4 kilometri”.
Bustul lui Alexandru D. Moruzi, operă a sculptorului Oscar Späthe, a fost demolat în anul 1948.